# 恩特羅 (亞利桑那州)
恩特羅（英語：Entro）是位於美國亞利桑那州亞瓦派縣的一個非建制地區。該地的面積和人口皆未知。

## 地理
恩特羅的座標為34°36′25″N 112°24′15″W / 34.60694°N 112.40417°W，而該地的平均海拔高度為1567米（即5141英尺）。